# Marruecos en los Juegos Olímpicos de Pekín 2008
Marruecos estuvo representado en los Juegos Olímpicos de Pekín 2008 por un total de 47 deportistas, 36 hombres y 11 mujeres, que compitieron en 7 deportes.

## Medallistas
El equipo olímpico marroquí obtuvo las siguientes medallas:
| Nombre        | Deporte   | Competición |
| ------------- | --------- | ----------- |
| Oro           |           |             |
| —             |           |             |
| Plata         |           |             |
| Yauad Garib   | Atletismo | Maratón M   |
| Bronce        |           |             |
| Hasna Benhasi | Atletismo | 800 m F     |